# Herb gminy Iłowo-Osada
Herb gminy Iłowo-Osada – jeden z symboli gminy Iłowo-Osada.

## Wygląd i symbolika
Herb przedstawia na tarczy koloru brązowego (odzwierciedlającego kolor iłu, od którego pochodzi nazwa gminy) kłos w kolorze żółtym symbolizujący rolnictwo, znak lasu w kolorze zielonym oraz emblemat kolejarski w kolorze żółtym, symbolizujące tradycje kolejarskie od 1878. Całość otoczona jest czarną obwódką.